# Euterpe (mitologia)
Euterpe („Radosna”; gr. Eὐτέρπη Eutérpē ‘dobrze się ciesząca’, łac. Euterpe) – w mitologii greckiej muza poezji lirycznej i gry na aulosie.
Uchodziła za córkę boga Zeusa i tytanidy Mnemosyne oraz za siostrę: Erato, Kalliope, Klio, Melpomene, Polihymnii, Talii, Terpsychory i Uranii. Według jednej z wersji miała z bogiem Strymonem syna Resosa.
Była jedną spośród dziewięciu muz olimpijskich (przebywały na Olimpie), które należały do orszaku Apollina (Apollon Musagetes), ich przewodnika. Wraz ze swoimi siostrami uświetniała śpiewem biesiady bosko-ludzkie (m.in. zaślubiny Tetydy i Peleusa oraz Harmonii i Kadmosa), a także uczty olimpijskie samych bogów.
W sztuce przedstawiana jest zwykle jako kobieta z aulosem (lub fletem) – atrybutem symbolizującym dziedzinę sztuki, której patronowała.
Imieniem muzy nazwano jedną z planetoid – (27) Euterpe oraz rodzaj palm z rodziny arekowatych – euterpa (Euterpe).